# Лужанська селищна рада
Лужа́нська се́лищна ра́да — адміністративно-територіальна одиниця та орган місцевого самоврядування в Кіцманському районі Чернівецької області. Адміністративний центр — селище міського типу Лужани.

## Загальні відомості
- Населення ради: 4 761 особа (станом на 1 січня 2012 року)

## Населені пункти
Селищній раді підпорядковані населені пункти:
- смт Лужани

## Склад ради
Рада складається з 22 депутатів та голови.
- Голова ради: Катрюк Наталія Миколаївна
- Секретар ради: Лаєвська Марія Іллівна

### Керівний склад попередніх скликань
| Прізвище, ім'я, по батькові | Основні відомості                                                | Дата обрання | Дата звільнення |
| --------------------------- | ---------------------------------------------------------------- | ------------ | --------------- |
| Катрюк Наталія Миколаївна   | Селищний голова, 1964 року народження, освіта вища               | 26.03.2006   | 31.10.2010      |
| Катрюк Наталія Миколаївна   | Селищний голова, 1964 року народження, освіта вища, позапартійна | 31.10.2010   |                 |

Примітка: таблиця складена за даними сайту Верховної Ради України

### Депутати
За результатами місцевих виборів 2010 року депутатами ради стали:

#### За суб'єктами висування
| Суб'єкт висування               | Кількість обраних депутатів | %    |
| ------------------------------- | --------------------------- | ---- |
| Самовисування                   | 15                          | 68,2 |
| Партія «За Права Людини»        | 6                           | 27,3 |
| Політична партія «Наша Україна» | 1                           | 4,5  |

#### За округами
| № округу                        | Прізвище, ім'я, по батькові    | Дата визнання обраним | Освіта  | Партійна приналежність        | Відомості про обраного депутата                      |
| ------------------------------- | ------------------------------ | --------------------- | ------- | ----------------------------- | ---------------------------------------------------- |
| Партія «За Права Людини»        |                                |                       |         |                               |                                                      |
| 6                               | Лаєвська Марія Іллівна         | 03.11.2010            | вища    | позапартійна                  | Лужанська селищна рада, секретар                     |
| 8                               | Заяць Наталія Григорівна       | 03.11.2010            | вища    | позапартійна                  | Лужанський ДНЗ, вихователь                           |
| 11                              | Савюк Магдалина Володимирівна  | 03.11.2010            | середня | позапартійна                  | Львівська залізниця,і ст. Лужани, товарний касир     |
| 14                              | Ліщук Наталія Іванівна         | 03.11.2010            | вища    | позапартійна                  | приватний підприємець, бухгалтер                     |
| 15                              | Кошарюк Наталія Василівна      | 03.11.2010            | вища    | позапартійна                  | Лужанська міська поліклініка, головний лікар         |
| 16                              | Онуфрійчук Ігор Ваильович      | 03.11.2010            | вища    | член Партії «За Права Людини» | індивідуальна трудова діяльність, столяр             |
| Політична партія «Наша Україна» |                                |                       |         |                               |                                                      |
| 18                              | Каланча Микола Васильович      | 03.11.2010            | вища    | позапартійний                 | пенсіонер                                            |
| Самовисування                   |                                |                       |         |                               |                                                      |
| 1                               | Петрюк Володимир Захарович     | 03.11.2010            | середня | позапартійний                 | індивідуальна трудова діяльність, маляр-штукатур     |
| 2                               | Бейко Віталій Михайлович       | 03.11.2010            | вища    | позапартійний                 | УМВС України в Чернівецькій області, капітан міліції |
| 3                               | Орлецький Тарас Григорович     | 03.11.2010            | вища    | позапартійний                 | стадіон «Мальва» м. Чернівці, робітник               |
| 4                               | Гнатів Руслан Богданович       | 03.11.2010            | вища    | позапартійний                 | Калинівський ринок, приватний підприємець, продавець |
| 5                               | Щетінін Олександр Іванович     | 03.11.2010            | вища    | позапартійний                 | Чернівецький укренерго, інженер                      |
| 7                               | Тодерюк Володимир Васильович   | 03.11.2010            | середня | позапартійний                 | Лужанськаміська поліклініка, фельд-шер               |
| 9                               | Аврам Петро Васильович         | 03.11.2010            | вища    | позапартійний                 | приватний підприємець, продавець                     |
| 10                              | Винярчук Наталія Володимирівна | 03.11.2010            | вища    | позапартійна                  | приватний підприємець, бухгалтер                     |
| 12                              | Чифурко Богдан Григорович      | 03.11.2010            | середня | позапартійний                 | приватний підприємець, фермер                        |
| 13                              | Кізема Мирослав Васильович     | 03.11.2010            | вища    | позапартійний                 | Буковинське об'єднання церкви АСД, священнослужитель |
| 17                              | Чорней Петро Миколайович       | 03.11.2010            | середня | позапартійний                 | м. Чернівцідепо, токар                               |
| 19                              | Бейко Михайло Едуардович       | 03.11.2010            | вища    | позапартійний                 | пенсіонер                                            |
| 20                              | Скакун Валентин Михайлович     | 03.11.2010            | середня | позапартійний                 | приватний підприємець, діагност автомобілів          |
| 21                              | Кошарюк Василь Іванович        | 03.11.2010            | середня | позапартійний                 | приватний підприємець, продавець                     |
| 22                              | Царик Людмила Іванівна         | 03.11.2010            | середня | позапартійна                  | приватний підприємець, продавець                     |